# Arma

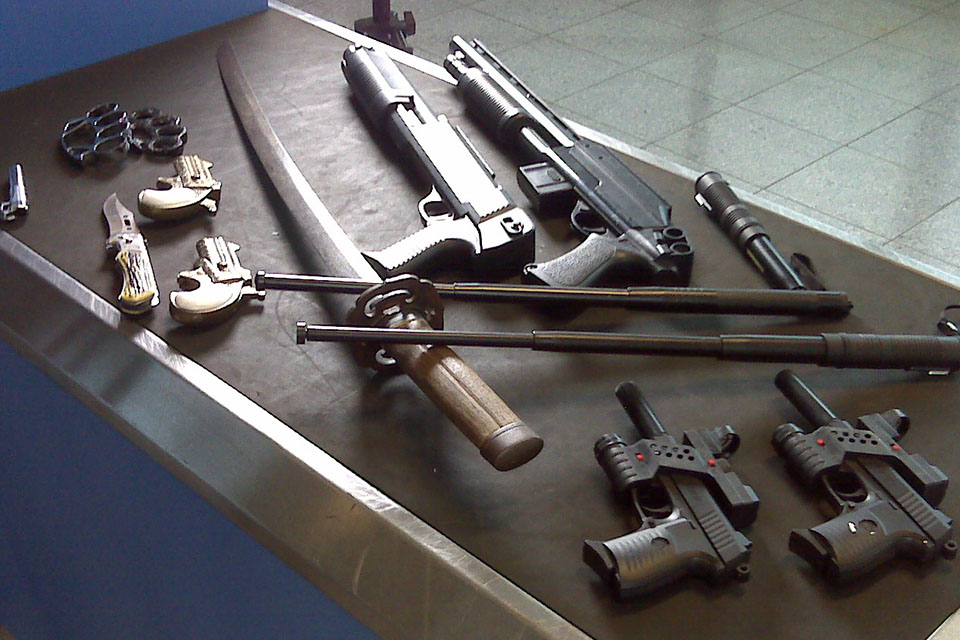
Armas de vários tipos apreendidas por agentes da Força de Fronteira britânica no Aeroporto de Manchester, em 2013.

A arma é um instrumento estruturalmente projetado para dissuadir, ameaçar, infligir dano físico, ferir ou matar. As armas são usadas para aumentar a eficácia de atividades como caça, crime (por exemplo, assassinato), aplicação da lei, autodefesa, guerra ou suicídio. Após a invenção da pólvora, as armas sofreram uma evolução completa, com a criação da artilharia de canhões e das armas de fogo portáteis. Para ações de controle cotidianas são usadas armas não-letais, tais como o cassetete policial, o spray de pimenta ou a taser.
Embora objetos comuns, como pedras e garrafas, possam ser usados como armas improvisadas, as armas são objetos expressamente projetados para esse propósito; eles variam de instrumentos simples, como porretes e espadas, até armas de fogo modernas e sofisticadas, tais como tanques, mísseis e armas biológicas. Atualmente existem armas cibernéticas.
Em um contexto mais amplo, armas podem ser interpretadas como qualquer artifício usada para obter uma vantagem tática, estratégica, material ou mental sobre um adversário ou alvo inimigo. Estas podem ser pressões econômicas ou diplomáticas.

## Conceito
Uma arma é uma ferramenta (física ou digital) ou um dispositivo autônomo (uma armadilha, uma mina, etc.) ou um organismo (arma biológica) cuja concepção ou utilização visa neutralizar, ferir ou matar um ser vivo, ou causar destruição material.
São divididas em diferentes tipos, mostrados a seguir:
- Arma branca - Tipo de arma que serve para simples ataque, embora possa causar morte. Não são capazes de disparar projéteis. (exemplos: bastões, facas, espadas);
- Arma de fogo - Arma capaz de lançar projéteis, a partir de explosão interna. (exemplos: revólveres, pistolas, espingardas, metralhadoras);
- Arma de airsoft - Arma, de uso recreativo ou esportivo, capaz de lançar BBs (Ball Bearing), a partir de pressão, molas, injeção de gás ou eletricidade
- Arma não letal - Arma capaz de ferir uma pessoa, sem provocar morte. (exemplos: eletrochoque, pistola ou revólver com projéteis de borracha);
- Arma de efeito moral - Arma destinada a causar grande incômodo para uma pessoa, dificultando sua a reação. (exemplos: barulhos altos ou luzes fortes);
- Arma química - Arma capaz de irritar ou danificar, por meio de gases e outros elementos, o organismo de uma pessoa. (exemplos: spray de pimenta, gás lacrimogêneo, gás mostarda);
- Arma biológica - Arma que libera doenças capazes de impor danos graves a um ser (exemplos: vírus, carbúnculo);
- Arma improvisada - Objetos que não são armas em si mas que podem ser utilizados como armas e são frequentemente confundidas com armas, que são hoje ferramentas ou que foram armas em tempos primitivos (exemplos: pau, pedra, machado, arpão de pesca subaquática, dardo de atletismo);
- Arma de mão - Arma usada em combate corpo a corpo, com a força do braço, às vezes com as duas mãos;
- Arma de haste - Arma usada em combate de formação, só excepcionalmente em combate corpo a corpo, sempre com as duas mãos;
- Arma de arremesso - Arma lançada à distância com as mãos ou algum arremessador;
- Arma de choque - Arma que causa dano pelo impacto (choque) direto contra o alvo, sem serem arremessadas.

## Evolução histórica das armas

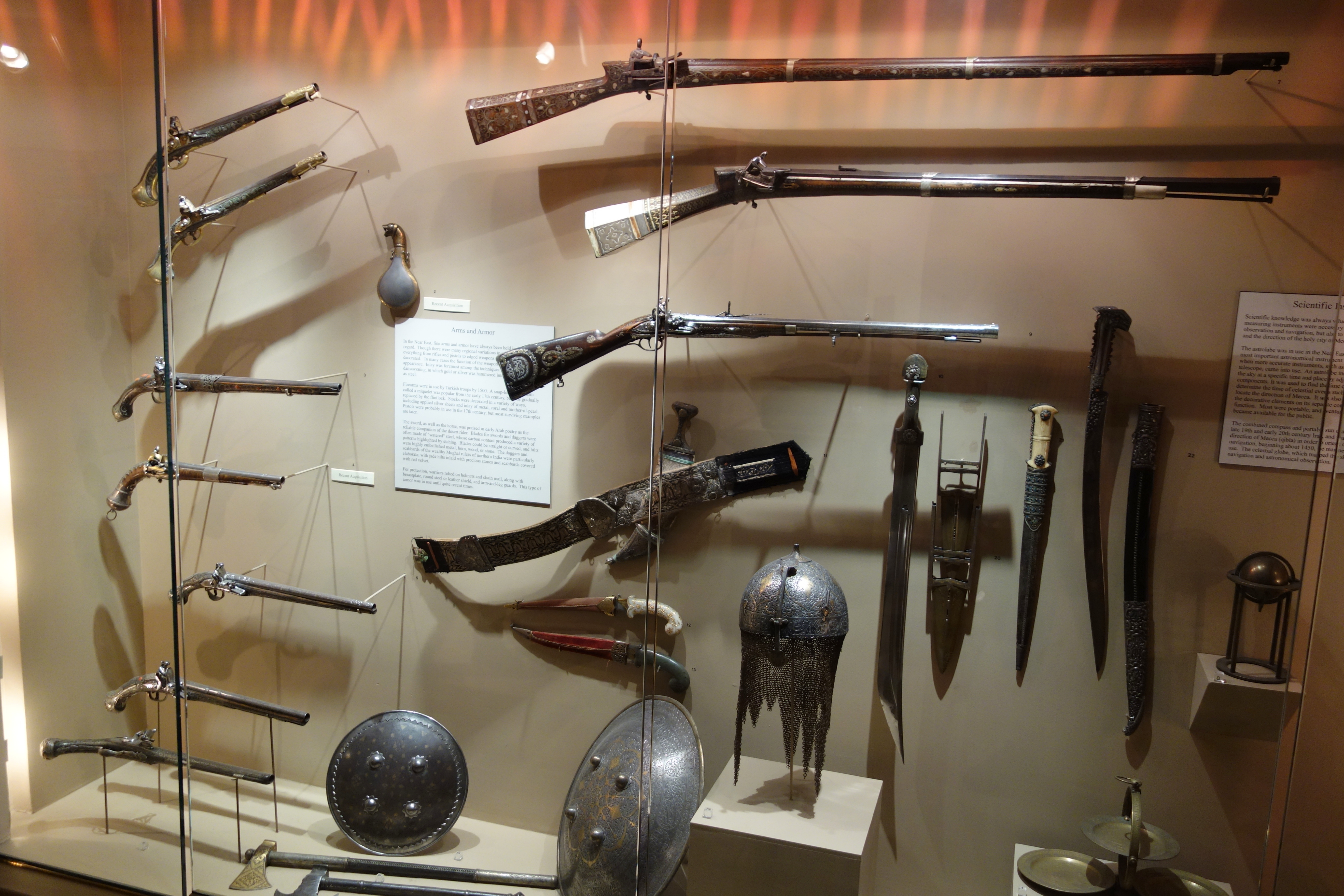
Exposição de armas orientais, incluindo armas de pederneira, armas brancas e peças de armaduras, no Museu de Arte de Huntington, na Virgínia Ocidental, nos Estados Unidos.

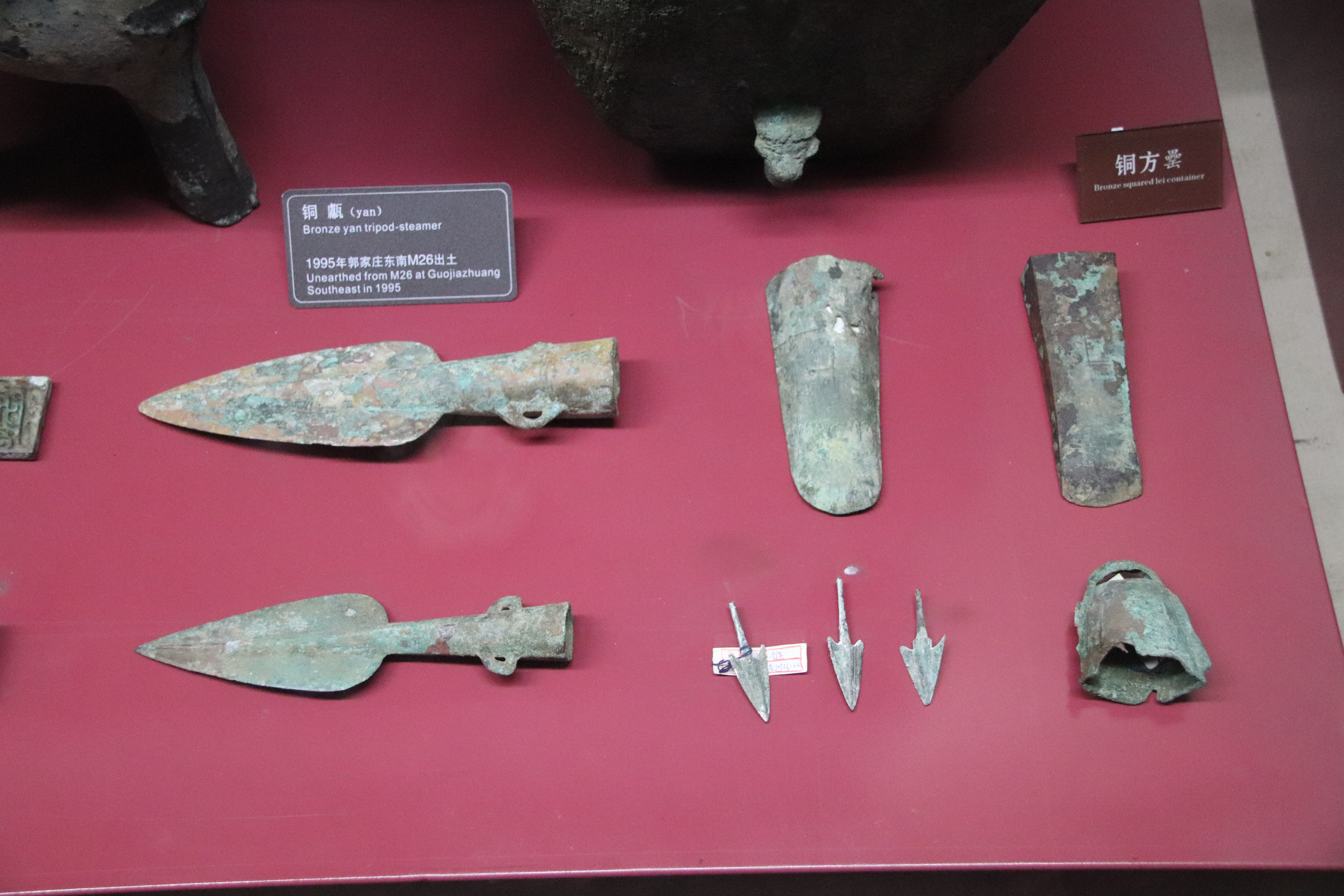
Pontas de lança e de flecha feitas em bronze da Dinastia Shang, na China, c. 1400-1100 a.C.

Durante milhões de anos da evolução humana o homem viveu com suas armas naturais, ou seja, somente com suas defesas naturais, suas garras e dentes (como os demais animais). Durante o paleolítico surgiram as primeiras armas humanas de madeira e pedra lascada, pequenos grupos para se defenderem dos predadores, de outros grupos e para a caça criaram ferramentas capazes de causar ferimentos e matar a si e aos demais irmãos, já havia também uma preocupação em torno da defesa de seus pertences.
Com a evolução desses grupos o temor aumentava, pois quanto mais um grupo se desenvolvia, acumulava conhecimentos e posses, maior era a possibilidade de sofrer ataques de grupos rivais que tinham por objetivo tomarem para si tudo aquilo que possuíam, como os alimentos, as fêmeas para procriarem, a melhor caverna, a melhor localização em relação à caça e água, surgindo, dessa forma a necessidades do aperfeiçoamento dos meios de defesa pessoal, bem como do grupo social.
A necessidade de proteção e a tendência a agressões próprias do homem orientaram seus esforços para o desenvolvimento e fabricação de armas. A origem e a sequência dos primeiros meios mecânicos usados nas armas podem apenas ser imaginados, e com certeza surgiram na Pré-História, provavelmente o uso de um galho como prolongamento de suas mãos (garras), braços (lutar) e dentes (rasgar) e para melhorar a eficácia e a potência de uma pedra arremessada com a mão foi o primeiro aperfeiçoamento introduzido no armamento humano, quem sabe logo após eles perceberam que se a pedra fosse lapidada em formas pontudas, cortantes e perfurantes, ela mataria, aleijaria ou paralisaria, mais rapidamente.Assim as armas foram se evoluindo para se tornarem facas, espadas, adagas, punhais, etc.. Paralelamente, eles perceberam que se conseguissem lançar um projétil com precisão, eles poderiam atacar a presa ou inimigo sem se aproximar. Surgiu assim o conceito dos arcos e flechas, das bestas, dos bumerangues, etc.
Os dardos e as lanças leves de arremesso apareceram nos primórdios da civilização. A funda, cuja criação é atribuída aos fenícios ou aos habitantes das ilhas Baleares, foi usada como arma de guerra durante séculos.
A evolução humana caminhava vagarosamente, as necessidades eram maiores e o conhecimento restrito, surgindo, na pré-história, o período caracterizado pela generalização do uso de instrumentos metálicos pelo homem, tanto para o ataque como para a defesa. Seu início remonta a mais de 3000 a.C.. Surge a Idade do Cobre, fase do desenvolvimento cultura humano imediatamente posterior ao neolítico, entre o quarto e o segundo milênios antes da era cristã. Foi o primeiro período em que se utilizaram os metais de forma sistemática.
Com a descoberta do metal, principalmente do bronze, fase imediatamente posterior à Idade do Cobre, onde passou a ser a matéria principal para a fabricação de armas e utensílios, onde foi possível produzir espadas, lanças, facas, pontas de flechas, etc. mais eficientes para a caça e a defesa. Com o desenvolvimento desses grupos surge a função específica de defesa do grupo, concedida aos mais bravos e corajosos, surgindo, dessa forma, os exércitos que mantém sua função até os dias de hoje.
A invenção da pólvora pelos chineses e a sua introdução e desenvolvimento do seu uso na Europa após a Idade Média revolucionou as armas. Surgiram então os canhões, mosquetes, pistolas, que conseguiam lançar projéteis a velocidades e distâncias antes inimagináveis.
Com a invenção da pólvora foi possível construir aparelhos que arremessavam objetos a distâncias maiores que os aparelhos de energia mecânica, como as catapultas. Surgindo, assim, os canhões, que revolucionaram as batalhas e proporcionaram uma defesa e um ataque muito mais eficiente, tanto aos castelos, como às embarcações.
Com o desenvolvimento crescente e o passar dos anos os canhões reduziram em tamanho até chegar a uma dimensão que fosse possível ser transportado e manipulado por um só homem, surgindo os arcabuzes os mosquetes , as primeiras armas de fogo, que puderam ser consideradas de uso pessoal. Desde então as armas de fogo passaram a equipar desde um pequeno fazendeiro, que necessitasse defender sua família e seus bens, aos grandes exércitos para defenderem nações.
Hoje temos armas complexas e de uma potência extraordinária que não imaginamos e, muitas, sequer tomamos conhecimento. Uma evolução a passos largos, principalmente durante e após a Segunda Guerra Mundial.
Atualmente, com o desenvolvimento de mísseis, da energia nuclear, das engenharias química e biológica, as armas adquiriram um poder de destruição surpreendente.

## Indústria armamentista
A indústria armamentista é um negócio global que envolve a fabricação de armas e tecnologia e equipamento militares. Consiste no comércio e indústria envolvidos na investigação, desenvolvimento, produção e serviço de material, equipamentos e instalações militares. As empresas fabricantes de armas produzem armas principalmente para as Forças Armadas dos países. Departamentos de governo também operam no setor, comprando e vendendo armas, munições e outros artigos militares.
Estima-se que por ano, mais de 1,5 trilhões de dólares são gastos em despesas militares em todo o mundo (2,7% do PIB mundial). Isso representa um declínio em relação a 1990, quando os gastos militares representavam 4% do PIB mundial. As vendas de armas somadas das 100 maiores empresas produtoras de armas chegaram a cerca de 315 bilhões (mil milhões) de dólares em 2006. Em 2004, mais de 30 bilhões (mil milhões) de dólares foram gastos no comércio internacional de armas (um conceito que exclui as vendas internas de armas).

## Controle de armas
O controle de armas é um termo usado para restrições ao desenvolvimento, produção, armazenamento, proliferação e uso de armas, especialmente armas de destruição em massa. O controle de armas é normalmente exercido através do uso da diplomacia, que visa impor tais limitações mediante consentimento dos participantes por meio de tratados e acordos internacionais, embora possa também incluir os esforços de um país ou grupo de países para impor limitações sobre um país sem seu consentimento.
Em nível nacional ou comunitário, o controle de armas pode significar programas para controlar o acesso dos cidadãos às armas. Isso é muitas vezes referido como política contra armas de fogo, uma vez que armas de fogo são o principal foco de tais esforços, na maioria dos lugares.
O controle de armas é um tema extremamente polêmico a nível mundial.